# Nananthus pole-evansii
Nananthus pole-evansii är en isörtsväxtart som beskrevs av Nicholas Edward Brown. Nananthus pole-evansii ingår i släktet Nananthus och familjen isörtsväxter. Inga underarter finns listade i Catalogue of Life.